# Супервизия (психология)
Супервизия (лат. supervidere — обозревать сверху) — один из методов теоретического и практического повышения квалификации специалистов в области психологического консультирования, в форме их профессионального консультирования и анализа целесообразности и качества используемых практических подходов и методов консультирования. Супервизия призвана способствовать профессиональному росту психолога-консультанта и психотерапевта, развитию особых навыков и умений, связанных с выработкой рефлексивного и критического отношения к своим профессиональным результатам, а также повышению ответственности специалистов за собственный уровень профессионализма.
Супервизию обычно проводит супервизор — квалифицированный специалист-консультант, проводящий супервизию путём профессионального консультирования консультанта, обратившегося за супервизией. Наиболее известна психоаналитическая супервизия и супервизия в гештальт-терапии, а также супервизия методом балинтовских групп, однако брать супервизии желательно любому профессиональному психологу и психотерапевту вне зависимости от теоретического подхода.

## История развития супервизии
Имеются указания на то, что слово «супервизия» первоначально возникает в области индустрии в англо-американских странах, где оно обозначало контроль за правильным изготовлением промышленных деталей, и только позже это понятие было перенесено на область социальной активности и связано с другими функциями, в том числе и с терапевтической. Это, возможно, объясняет, почему в американских подходах в супервизии, как и раньше, важным компонентом является контролирующая функция, в то время как, например, нидерландские концепции супервизии сознательно выводят за скобки административную сторону.
Уже взгляд на историю супервизии обнаруживает со всей определенностью, что в супервизии были различные фазы в методическом ориентировании:
1. Фаза «работы со случаями» (case work) (до 1970 года) — методы супервизии питались из психоаналитической теории.
2. Фаза групповой динамики и психотерапии (1970 — середина 1980-х годов)
3. Попытки построить мультипарадигмальные модели (с 1990-х годов).

Для первых двух периодов было характерно то, что не существовало ни самостоятельного супервизорского метода, ни всеохватывающей методики или теории. Супервизоры заимствовали их инструментарий из других подходов: психоанализа, групповой динамики и т. д. В большинстве случаев супервизор использовал один какой-либо подход или по ситуации много или части многих подходов (эклектический прием). А. Шрейог предложила метатеоретическую модель (интегративная модель для супервизии). В этой модели на общем теоретическом уровне находятся все доступные системы, проверенные на возможность их использования и согласованность с заявленными постулатами, как например, психоанализ, гештальт-терапия, психодрама, групповая динамика, организационные теории, групповая терапия, балинтовская группа.

## Модели супервизии
Э. Уильямс предложил шестифокусную модель супервизии, основанную на двух системах (консультативной и супервизорской) и шести фокусах, на которых супервизор и консультант сосредотачивают внимание.
1. Рассказ консультанта: представлениях консультанта о клиенте и описании клиента.
2. Действия консультанта: его гипотезы, интервенции, методы и техники.
3. Консультативный процесс: система «консультант — клиент».
4. Состояние супервизируемого консультанта «здесь и сейчас».
5. Супервизорский процесс: отношения между супервизором и супервизируемым, а также параллельные процессы в двух системах.
6. Впечатления супервизора: осознавание не нашедших выражения аспектов рассказа консультанта или его состояния в процессе супервизии.

П. Ховкинс и Р. Шохет к этим шести фокусам добавляют седьмой — фокусирование на широком контексте. Здесь супервизор перемещает фокус с клиент-консультативных и супервизорских отношений на более широкий контекст, в котором проходит и супервизия, и консультирование. Супервизор несёт ответственность перед организацией, в которой работает он сам и его супервизируемый консультант. Нужды организации, её политика и требования к выполнению работы консультанта также должны находиться в фокусе супервизии.
И. Л. Булюбаш выделяет четыре области, к которым адресуется супервизор:
1. Личностное осознавание — способность консультанта рассматривать себя или свои аффекты как часть консультативного процесса.
2. Профессиональное поведение — мониторинг юридических и этических аспектов консультативного процесса.
3. Консультативные навыки — практические и технические навыки.
4. Концептуализация клиента — умение увидеть широкий контекст происходящего в консультировании с клиентом, распознать темы, повторяющиеся подряд на консультативных сессиях.

## Уровни супервизии
Уровни супервизии определяются целью супервизии, а также очевидно соотносятся с уровнем профессиональной подготовки супервизируемого: стажёры в области консультирования нуждаются в практическом обучении выполнения приёмов консультирования и в личностно-профессиональной поддержке (обучающий уровень), а практикующие специалисты — в анализе качества работы и обратной связи более квалифицированного специалиста (сертификационный уровень). С. А. Кулаков выделяет следующие уровни:
1. Супервизия первого (обучающего) уровня — супервизия как личностно-профессиональная поддержка, как помощь и совет более квалифицированного специалиста начинающему консультанту с целью повышения его профессионализма и уверенности, развития необходимых личностно-профессиональных качеств, наставничество в выборе направления и стиля работы. Обычно, это совместный поиск и позитивное подкрепление ресурсов молодого специалиста, способствующие развитию таких профессионально важных качеств, как эмпатия, конгруэнтность, аутентичность, спонтанность, активность, способность к концептуализации и др. На этом уровне допустима супервизия выполнения отдельных методов и приёмов консультирования или терапии. В таком случае функции супервизора часто выполняет обучающий специалист без предварительного контракта и отдельного гонорара.
2. Супервизия второго (сертификационного) уровня — супервизия как форма повышения квалификации практикующих консультантов с использованием директивной коррекции стиля работы. Это достаточно формализованные и структурированные встречи консультанта или группы консультантов с более опытным коллегой, имеющим не только достаточную теоретическую подготовку, но также большой практический и методологический опыт. Супервизия этого уровня включает преимущественно обсуждение трудностей и ошибок в проведении различных методов консультирования и рекомендации по их устранению.

Согласно зарубежному опыту супервизии, профессиональные ассоциации сами определяют частоту супервизии и количество необходимых часов супервизии в год. К сожалению, достаточно трудно утвердить чёткие рамки касательно психологического консультирования в России: недобросовестные консультанты могут не прибегать к супервизии достаточно долго (или не прибегать вообще). Г. В. Залевский видит решение этой проблемы в более внимательном юридическом регламентировании процесса супервизии (для психологов, работающих в центрах) и в повышении престижа супервизионного процесса наряду с повышением квалификации, в наработке портфолио (для индивидуальных консультантов).
Проблема уровня компетентности супервизора является в настоящее время достаточно актуальной, поскольку разные теоретические направления и разные уставы организаций диктуют различные требования к достигнутым компетенциям. Руководство супервизией должно осуществляться высококвалифицированным специалистом-психологом, имеющим стаж профессиональной деятельности не менее 5 лет по данному практическому направлению психологии, опыт самостоятельной практической работы в соответствующих профильных учреждениях не менее 3 лет, ученую степень кандидата/доктора наук или сертификат о прохождении повышения квалификации или профессиональной подготовки в профильной области
Супервизор обязан соблюдать Этический Кодекс Супервизора, который составлен на основе Этического Кодекса Европейской ассоциации психотерапии (ЕАП), аналогичного ему Этического Кодекса ОППЛ, Кодекса этики и Практики Супервизоров Британской ассоциации консультирования, Положения о супервизии ОППЛ.

## Формы супервизии
Е. Е. Сапогова и С. А. Кулаков выделяют следующие формы супервизии на основании включения супервизора в процесс консультирования:
- очная — вариант ко-консультирования с обсуждением очно наблюдаемой супервизором работы супервизируемого немедленно после окончания сессии (индивидуальной, семейной или групповой) или прерыванием сеанса и управление событиями по мере необходимости. Присутствие супервизора на сессии согласовывается с клиентом и членами группы. Разделяют несколько вариантов очной супервизии в зависимости от временных, пространственных и личностных параметров:
  - временная (немедленная или отсроченная),
  - пространственная (внутри или снаружи комнаты)
  - личностная (с присутствием клиента).

Преимущества: меньше временных и материальных затрат, лучший контакт супервизора с супервизируемым и большая степень доверия к супервизору, сочетание обучения и консультирования.
Недостатки: подавление спонтанности супервизируемого, излишняя «включенность» супервизора в контакт с клиентом, снижающая качество восприятия и анализа текущей информации от супервизируемого; зависимость консультанта от опытного коллеги и подкрепление его пассивной позиции; вторжение в конфиденциальность консультирования; разрыв естественного течения занятия; механизация консультативного процесса, нарушение границ между консультантом и супервизором.
- заочная супервизия — супервизируемый, исходя из предварительной договорённости с супервизором, предоставляет ему те или иные материалы консультативной работы (индивидуальной, семейной, групповой). Результаты могут быть представлены в виде устного доклада (обычно для групповой супервизии) о какой-либо одной консультативной сессии или серии сессий, стенограммы или аудио-, видеозаписи.
- очно-заочная супервизия — специфическая форма, используемая в системной семейной психотерапии. Она осуществляется группой супервизоров, находящихся в соседнем кабинете и наблюдающих работу супервизируемого через зеркальное стекло. Супервизируемый, в любой момент семейной сессии, испытывая трудности, может проконсультироваться с супервизорами по телефону, о чем предварительно договариваются с семьёй. Группа супервизоров в данном варианте не только проводит текущую супервизию, но и участвует в выработке заключения и рекомендаций для семьи.

## Условия и подготовка к супервизии
Консультирование проводится супервизором на основе наблюдения и специфического анализа зафиксированных фрагментов практической работы консультанта с последующим или одновременным обсуждением с коллегой особенностей консультативного контакта, текущей и планируемой стратегии и тактики. Обсуждение проводится в форме диалога и обратной связи супервизора, завершается его устными рекомендациями и письменным заключением. Потребность в супервизии для психотерапевта, по С. А. Кулакову, определяется как собственным запросом с целью профессионального и личностно-профессионального роста, так и необходимостью в получении сертификата консультанта с зачётом не менее 50 часов супервизии.
Предварительная подготовка консультанта к процессу супервизии заключается в фиксации необходимых фрагментов практической работы с клиентом или клиентами (разные фазы консультирования: от интервью и формулирования проблемы, выделения целей и заключения консультативного альянса, информирования клиента о целях и последовательности избранных методов коррекционного воздействия до выполнения собственно их и подведения итогов работы).
Обязательно заключается супервизорский контракт — документ, составленный в форме единовременного или долгосрочного договора между супервизором и супервизируемым (в случае групповой супервизии — между супервизором и каждым участником групповой супервизии). В супервизорском контракте оговорены следующие условия супервизии:
- предварительно обсуждённые цели супервизии, исходящие из заявки супервизируемого и требований супервизора;
- количество представляемых на супервизию случаев (клиентов);
- фиксированное место, количество и время встреч;
- модель, уровень, форма и вариант супервизии;
- форма и объем материала, представляемого супервизируемым;
- количество рабочих (оплачиваемых) часов супервизора;
- количество зачётных часов супервизии;
- форма заключения супервизора и сроки его представления;
- гонорар супервизора (сумма, форма и сроки оплаты);
- соблюдение конфиденциальности информации, касающейся представленного клиента и личностно-профессиональных качеств супервизируемого.

В большинстве случаев постановка цели автоматически определяет уровень, форму и вариант супервизии, форму и объем представляемого материала, а также форму заключения. Однако, как и в консультативном контракте, уровень супервизии будет зависеть не только от запроса супервизируемого (группы супервизируемых), но также и от опытности супервизора. Предварительная подготовка к процессу супервизии заключается в фиксации необходимых фрагментов практической работы с клиентом (клиентами), упомянутых выше.
В предварительном супервизорском контракте необходимо оговаривать также и оплачиваемое время супервизора: анализ представленных супервизору материалов — 1,5 часа, продолжительность обсуждения с супервизируемым — 1 час при индивидуальной работе, 2 часа — при групповой работе, оформление заключения — 30 мин. При планировании формы и объёма материала супервизор имеет право запрашивать для супервизии материалы сессий с разными клиентами или занятия с одним и тем же клиентом в консультативной динамике (не менее трёх фрагментов сеансов, отражающих начало, середину и завершение консультативного процесса).

## Варианты протекания супервизии
В зависимости от объекта супервизии варианты её протекания подразделяются на индивидуальный и групповой в зависимости от объекта супервизии. Выбор того или иного варианта определяются запросом супервизируемого и возможностями супервизора.
1. Индивидуальная (личная) супервизия. Супервизия по контракту, заключённому с одним супервизируемым. Материалом для данного варианта супервизии может выступать доклад супервизируемого об одном консультативном случае индивидуальной работы с клиентом или сеансе группового консультирования, аудио-, видеозапись сессии (индивидуальной, семейной, групповой)[4]. Индивидуальная супервизия является наиболее эффективной супервизией высокого уровня, требующей от супервизора большего количества времени, а от супервизируемого более тщательной подготовки представляемого материала. Она может проводиться в заочной форме, но не исключает очной и очно-заочной формы. Работа супервизора состоит в анализе представленного материала и обсуждения его с супервизируемым.
2. Групповая супервизия: супервизия по долгосрочному контракту, заключённому супервизором с группой супервизируемых консультантов[5] Цель групповой супервизии — расширение арсенала концепций, подходов, тактики и т. д. за счёт мнений всех участников групповой супервизии. Обычное число участников группы определяется контрактом. В качестве супервизируемого на каждой групповой сессии выступает один из участников группы по графику, определяемому группой. Материалом для супервизии является устный доклад супервизируемого по 1 консультативному случаю (обычно, описание одной сессии с клиентом, включая краткое изложение анамнеза и описание картины и применённого подхода). Доклад адресуется супервизору и остальным участникам группы и может сопровождаться иллюстрацией видеозаписи консультативной сессии.

Для супервизии индивидуального консультирования и психотерапии анализируется:
- правомерность проблемы;
- концепция психосоциогенеза трудности;
- концепция стратегии вмешательства;
- концептуальное соответствие психосоциогенеза и стратегии вмешательства;
- стиль интервью и достаточность информации для формулирования гипотез и запроса клиента, выбора стратегии и тактики вмешательства;
- качество контакта с клиентом;
- соответствие контакта стилю работы;
- выбор тактики и модели работы;
- качество выполнения выбранных коррекционных приёмов;
- эффективность работы;
- трудности и ошибки в проведении консультирования (в установлении контакта, в стиле интервью, выполнении принципа информированного согласия, в целенаправленности, последовательности и мастерстве выполнения каждой из продемонстрированных техник).

При супервизии группового консультирования или психотерапии анализируются:
- модель групповой работы; качество контакта с группой;
- концепция стратегии вмешательства;
- соответствие стратегии вмешательства избранному теоретическому подходу (либо модели консультирования);
- выбор тактики и стиля работы; качество выполнения избранных коррекционных приёмов;
- степень понимания и использования групповой динамики;
- результативность работы; трудности и ошибки в проведении групповой сессии.

## Основные роли супервизора
Супервизор — это не только консультант, работающий с другим консультантом. Выделяются три основные роли — учитель, фасилитатор и консультант, и три дополнительные — эксперт, менеджер и администратор. Каждая из ролей предполагает наличие специфических стратегий. Супервизор в различных ролях выполняет различные функции:
- в роли учителя — оценивает взаимодействия, происходящие в ходе консультативной сессии; обсуждает гипотезы, связанные с клиентом; определяет подходящие интервенции; моделирует, демонстрирует и обучает техникам проведения интервенций, способствует отработке навыков; поощряет консультанта в поиске разумных объяснений для специфических стратегий и интервенций; интерпретирует существенные события, происходящие в ходе сессии; ставит задачи для последующих сессий.
- в роли фасилитатора — исследует чувства консультанта в ходе консультативной и супервизорской сессий, а также по поводу определенных техник и интервенций; побуждает исследования самого себя по поводу его чувства доверия к супервизору или беспокойства по поводу проведённой сессии; исследование защит или аффектов консультанта в супервизорской сессии; оказание адекватной эмоциональной поддержки.
- в роли консультанта — фокусируется на системе «консультант — клиент»; предлагает альтернативные интервенции и консультативные гипотезы; поощряет размышления о консультативных стратегиях и интервенциях; поощряет дискуссии о проблемах мотивации клиента; заботится о супервизируемом в ходе супервизорской сессии; разрешает структурировать супервизорскую сессию.
- в роли эксперта — контролирует достижение целей, сформулированных в супервизорском контракте; проверяет, осуществил ли консультант интервенцию, обсуждавшуюся на предыдущей сессии; отслеживает прогресс клиента; даёт консультанту обратную связь по поводу знания теории, следования ей и его личностных качеств; помогает оценить свои сильные и слабые стороны; оценивает прогресс; контролирует соблюдение этических стандартов; при необходимости конфронтирует обучаемого с определенным материалом.
- в роли менеджера — осуществляет связь между важными опорными точками консультативного процесса: персонал учреждения, где он работает, администрация, клиенты, налогоплательщики, общество, транслирует указания администрации (сверху вниз), сообщая цели и намерения организации и вдохновляя персонал следовать этим целям, может также извещать персонал об изменениях в правилах и внутреннем распорядке организации, обеспечивая защиту прав персонала.
- в роли администратора — поддерживает развитие и использование механизмов, улучшающих качество работы, осуществляет ориентацию и тренинг новых работников, проводит оценку их действий и процедур, а также мониторинг случаев, планов, справочных процедур, вопросы завершения консультирования и другие виды ответственности за обеспечение и получение клиентами квалифицированной помощи.